# Willowsia buskii
Willowsia buskii är en urinsektsart som först beskrevs av Lubbock 1870.  Willowsia buskii ingår i släktet Willowsia, och familjen brokhoppstjärtar. Arten är reproducerande i Sverige.